# Guido Breña López
Guido Breña López OP (* 9. Juli  1931 in Puquio, Peru; † 9. Juli 2013) war Bischof von Ica.

## Leben
Guido Breña López trat in den Dominikanerorden ein und wurde am 11. Dezember 1954 zum Priester geweiht.
Am 5. Oktober 1973 wurde er durch Papst Paul VI. zum Bischof von Ica ernannt. Der Erzbischof von Lima, Juan Kardinal Landázuri Ricketts OFM, weihte ihn am 25. November desselben Jahres zum Bischof; Mitkonsekratoren waren Jesús Mateo Calderón Barrueto OP, Bischof von Puno, und sein Vorgänger Alberto Maria Dettmann y Aragón OP.
Am 31. Oktober 2007 nahm  Papst Benedikt XVI. seinen altersbedingten Rücktritt an. Am 8. Dezember desselben Jahres weihte er seinen Nachfolger Héctor Eduardo Vera Colona zum Bischof.